# Los Amoles
Los Amoles es una localidad del estado mexicano de Guanajuato. Es parte del municipio de Romita.

## Toponimia
El nombre «Amoles» proviene del término en náhuatl amulli. Su significado es «jabón».

## Demografía
| Gráfica de evolución demográfica |
|                                  |

| Censo | Población |
| ----- | --------- |
| 1900  | 265       |
| 1910  | 160       |
| 1921  | 195       |
| 1930  | 232       |
| 1940  | 160       |
| 1950  | 235       |
| 1960  | 156       |
| 1970  | 427       |
| 1980  | 420       |
| 1990  | 550       |
| 2000  | 627       |
| 2010  | 825       |
| 2020  | 1 004     |